# Gahnia procera
Gahnia procera är en halvgräsart som beskrevs av Johann Reinhold Forster och Johann Georg Adam Forster. Gahnia procera ingår i släktet Gahnia och familjen halvgräs. Inga underarter finns listade i Catalogue of Life.